# Sniper Elite (computerspel)
Sniper Elite is een tactical shooter ontwikkeld door Rebellion Developments en uitgegeven door MC2 France. Het spel kwam in de PAL-regio uit op 30 september 2005 voor PlayStation 2, Windows en Xbox. Een versie voor de Wii werd geporteerd door Raylight Studios en werd in 2010 uitgebracht door Reef Entertainment. Het is het eerste spel in de Sniper Elite-serie. In 2012 kwam een remake van het spel uit, Sniper Elite V2 genaamd. 

## Gameplay
Sniper Elite is een tactical shooter in third-person waarin stealth gebruikt moet worden. De speler speelt als een sluipschutter en kan door middel van een camouflagemeter zien hoe zichtbaar hij is. De speler moet tijdens het gebruik van een scherpschuttersgeweer rekening houden met de ballistiek, zoals de kogelval en windsterkte. Als de speler richt met een telescoopvizier, verandert de camera naar de eerste persoon, waar het spel voor de rest als een third-person shooter geclassificeerd kan worden.

## Verhaal
In Sniper Elite volgt de speler de sluipschutter Karl Fairburne die probeert te voorkomen dat de Duitse nucleaire geheimen in handen van het Rode Leger komen.